# Gedenktafel für Otto Strupat

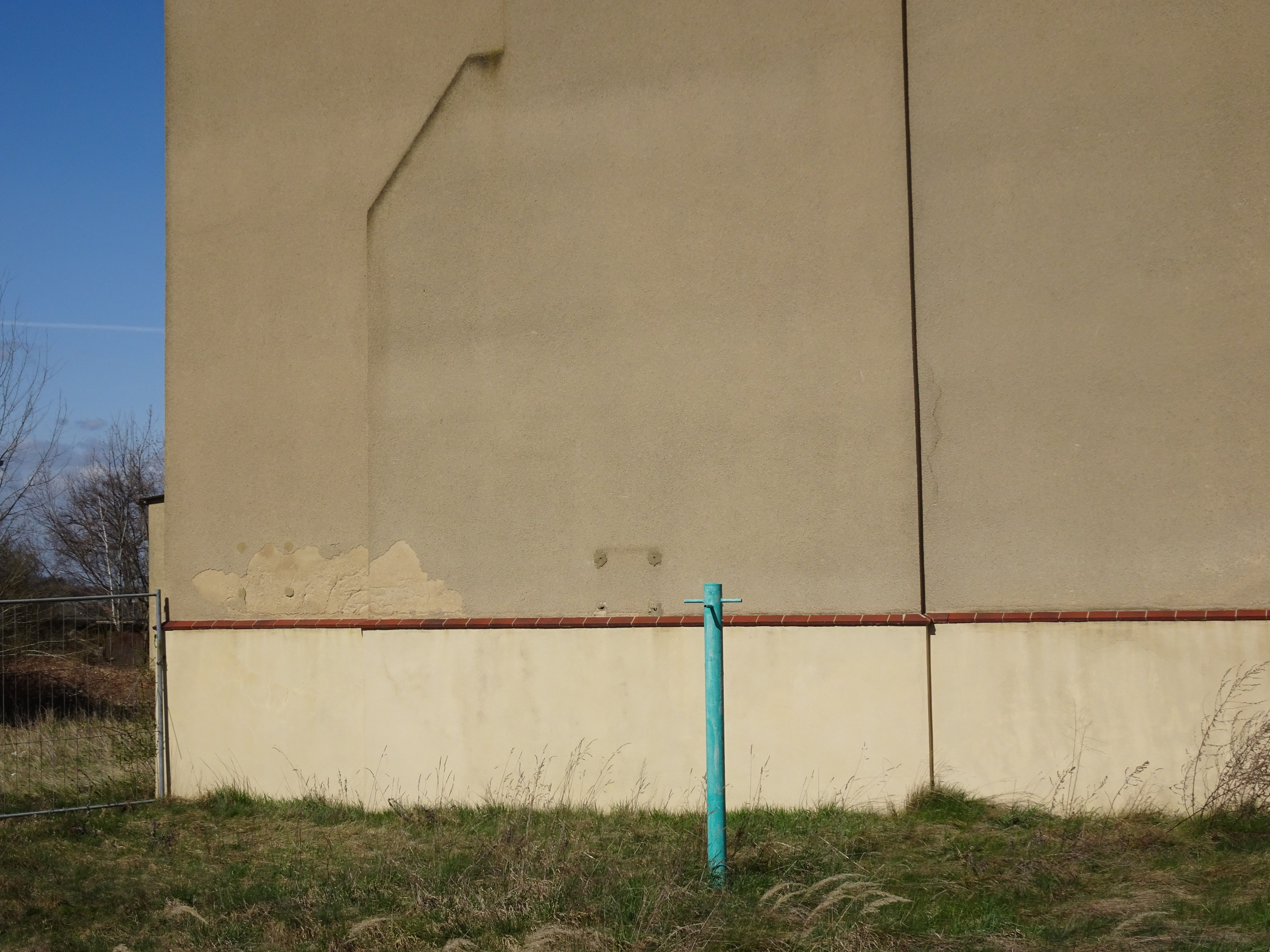
Hauswand, an der die Tafel hing, Reste der Befestigung sind erkennbar

Die Gedenktafel für Otto Strupat erinnert an den deutschen Kommunisten Otto Strupat, der 1921 bei einer Vorführfahrt mit einem propellergetriebenen Schienenfahrzeug ums Leben kam. Sie hing an seinem Wohnhaus in Merkur, heute zur Stadt Drebkau gehörend. 2019 wurde sie durch die Stadtverwaltung von mittlerweile leerstehenden Gebäude entfernt und gesichert. Die Tafel steht unter Denkmalschutz.

## Lage

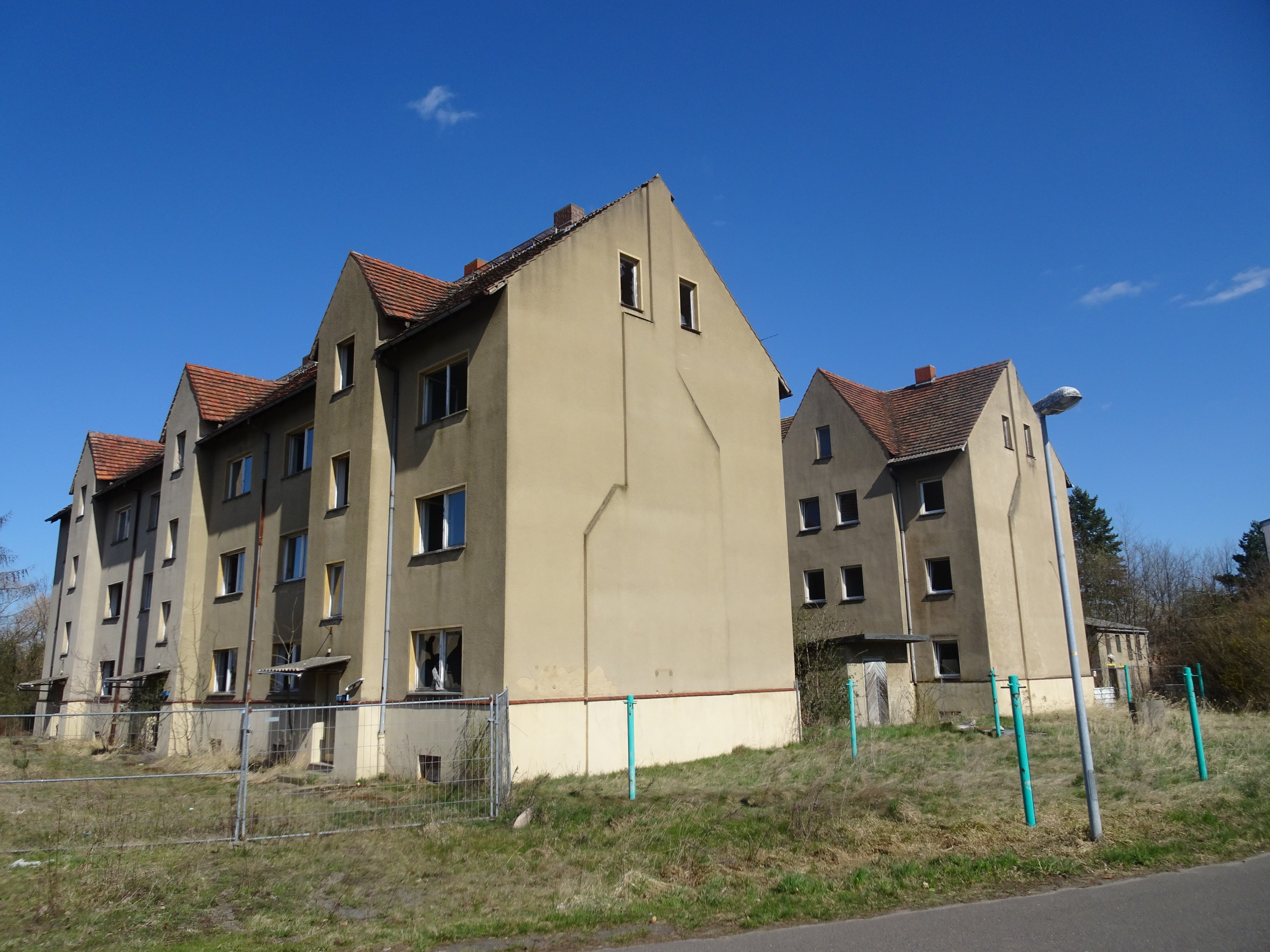
Wohnhaus von Otto Strupat in Merkur

Die Tafel hing im Ort Merkur, früher ein Teil der Gemeinde Jehserig, 2001 mit Jehserig nach Drebkau eingemeindet. Hier stehen im Südwesten des Orts zwei kleine Siedlungsblocks mit je drei Eingängen und Ställen. Die Tafel hing am Südgiebel des westlichen der beiden Siedlungshäuser (heutige Adresse Alte Grubenstraße 15–17).

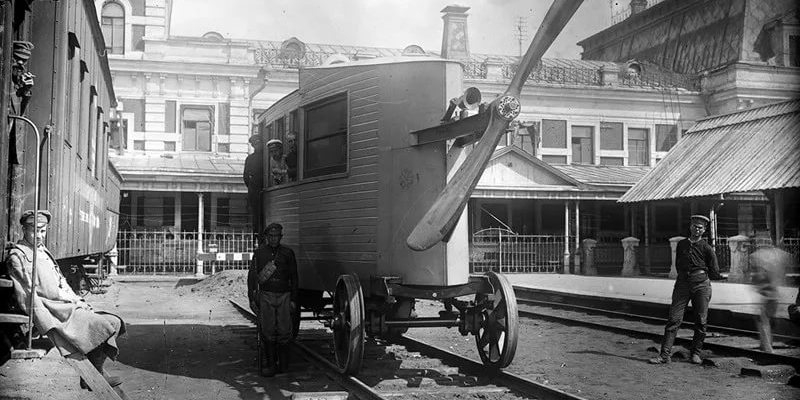
Aerowagon, bei dessen Unfall Strupat ums Leben kam.

## Die Gedenktafel
Die Tafel stammt aus dem Jahr 1985. In der Denkmaldatenbank des Landes wird sie auf Strupats Todesjahr 1921 datiert. Sie trägt die Inschrift:

„Hier wohnte der 
Kommunist und 
Internationalist
 Otto Strupat
 15-6-1893 – 24-7-1921“

Nach 2010 wurde das Haus, an dem die Tafel hing, ebenso wie das Nachbarhaus leergezogen. Da ein Abriss der Gebäude drohte, musste ein anderer Platz für die Tafel gefunden werden. Ursprünglich wurde überlegt, die Tafel am Gutshaus im benachbarten Jehserig anzubringen. Im November 2019 teilte der Drebkauer Bürgermeister mit, dass die Tafel gesichert worden sei. Eine Aufstellung an einem anderen Ort lehnte er jedoch ab, da sich die Tafel direkt auf Strupats Wohnort bezöge.